# Egyptologiska sällskapet i Finland
Egyptologiska sällskapet i Finland (finska: Suomen egyptologinen seura) bildades 1969 av professor Rotislav Holthoer. Dess syfte är att främja egyptologin och kännedomen om det forna Egypten i Finland genom att tillhandahålla expertis och genom att understöda forskningen på området finansiellt.
Sällskapet arrangerar månatliga föredrag kring egyptologiska teman, utställningar i Finland samt studieresor till Egypten och egyptologiska samlingar runt om i världen. År 2009 hade man ca 600 medlemmar. Sällskapet är medlem i Vetenskapliga samfundens delegation.